# Herbert Mundin
Herbert Mundin, de son nom complet Herbert Thomas Mundin, né le 21 août 1897 à St Helens (Angleterre, Royaume-Uni) et mort le 5 mars 1939 à Van Nuys (Californie, États-Unis), est un acteur anglais.

## Biographie
Herbert Mundin rejoint la Royal Navy durant la Première Guerre mondiale.
Il commence sa carrière d'acteur en Angleterre, au début des années 1920, au théâtre. En 1924, puis fin 1925 - début 1926, il se produit également aux États-Unis, à Broadway, dans deux revues.
Après sept films britanniques en 1930-1931 (principalement des courts métrages), il s'installe définitivement aux États-Unis cette dernière année. À Hollywood, il participe à cinquante-et-un films américains, les premiers en 1932, jusqu'en 1939 (année de sa mort brutale, dans un accident de la route). Un de ses rôles les plus connus est celui de Much, dans Les Aventures de Robin des Bois, en 1938, aux côtés d'Errol Flynn.

## Filmographie partielle
- 1932 : Sherlock Holmes de William K. Howard : George
- 1932 : Chandu le magicien (Chandu the Magician) de William Cameron Menzies et Marcel Varnel : Albert Miggles
- 1933 : Cavalcade (Cavalcade) de Frank Lloyd : Alfred Bridges
- 1933 : Arizona to Broadway de James Tinling : Kingfish Miller
- 1933 : Houp là (Hoop-La) de Frank Lloyd
- 1933 : Adorable de William Dieterle : Le détective, Pipac
- 1933 : The Devil's in Love de William Dieterle : Bimpy
- 1934 : Quelle veine ! (Call It Luck) de James Tinling : Herbert Biggelwade
- 1934 : Springtime for Henry de Frank Tuttle : Trivers
- 1934 : Tu seras star à Hollywood (Bottoms Up) de David Butler
- 1934 : Orient-Express de Paul Martin
- 1934 : Love Time de James Tinling : César
- 1935 : David Copperfield (Personal History, Adventures, Experience, and Observation of David Copperfield the Younger) de George Cukor : Barkis
- 1935 : Spring Tonic de Clyde Bruckman
- 1935 : The Perfect Gentleman de Tim Whelan
- 1935 : Les Révoltés du Bounty (Mutiny on the Bounty) de Frank Lloyd : Smith, le cuisinier
- 1936 : Sous deux drapeaux (Under Two Flags) de Frank Lloyd : Rake
- 1936 : Message à Garcia (A Message to Garcia) de George Marshall : Henry Piper
- 1936 : Champagne Charlie (Champagne Charlie) de James Tinling : M. James Augustus Fipps
- 1936 : Tarzan s'évade (Tarzan Escapes) de Richard Thorpe : Rawlins
- 1936 : Le Secret de Charlie Chan (Charlie Chan's Secret) de Gordon Wiles : Baxter
- 1937 : Ange (Angel) d'Ernst Lubitsch : Mr. Greenwood
- 1937 : La Tornade (Another Dawn) de William Dieterle : Wilkins
- 1938 : Les Aventures de Robin des Bois (The Adventures of Robin Hood) de Michael Curtiz et William Keighley : Much
- 1938 : Barreaux blancs (Lord Jeff) de Sam Wood :  'Crusty' Jelks, le bosco
- 1939 : Avocat mondain (Society Lawyer), d'Edwin L. Marin : Layton, le majordome

## Théâtre (sélection)
Revues
- 1921-1922 : Pot Luck !, musique, lyrics et sketches de divers, avec Jack Hulbert ; A to Z, musique, lyrics et sketches de divers, dont Ivor Novello, avec Jack Buchanan, Gertrude Lawrence (à Londres)
- 1924 : Andre Charlot's Revue of 1924, musique, lyrics et sketches de divers, dont Eric Blore, Noël Coward, Jack Hulbert et Ivor Novello, avec Jack Buchanan, Gertrude Lawrence (à Broadway)
- 1925-1926 : Charlot Revue, musique, lyrics et sketches de divers, dont Eric Blore, Irving Caesar, Noël Coward et Ivor Novello, chorégraphie de Jack Buchanan, avec J. Buchanan, Gertrude Lawrence (à Broadway)